# Patrick Sensburg
Patrick Ernst Hermann Sensburg (n. 25 iunie 1971, Paderborn, Germania) este un politician german (CDU) și profesor de drept public și european. Membru al Parlamentului german din 2009, el reprezintă circumscripția electorală Hochsauerland din statul federal Renania de Nord-Westfalia. După completarea serviciului militar, Sensburg a devenit locotenent colonel în rezervă în 2014.

## Studii și cariera profesională
Sensburg s-a născut în Paderborn, Germania. A studiat drept și științe politice și a absolvit primul examen de drept de stat și studiile masterale în 1997. În 1999 a promovat și al doilea examen de drept de stat. Ulterior, a fost asistent de cercetare la Universitatea din Hagen, unde și-a terminat și doctoratul. Între 2000 și 2006, Sensburg a practicat dreptul ca avocat cu specializare în drept municipal și legea fiscală locală. De atunci, a fost lector universitar la Școala de Drept din Hagen pentru formarea specialiștilor certificați în drept administrativ. Din 2006 până în 2008, a fost profesor la Universitatea Federală de Științe Administrative Aplicate în Departamentul de Poliție Criminalistică federală; a fost și membru al Senatului universității. Din 2008 activează ca profesor pentru drept public și european la Universitatea de Științe Aplicate pentru Administrație publică și management din Renania de Nord-Westfalia în Münster. De asemenea, între 2009 și 2012 a predat drept european la Școala Internațională de Economie și Administrarea Afacerilor din Riga (RISEBA). Din 2018, Patrick Sensburg este profesor universitar invitat la Universitatea din Viena și la Universitatea de Studii Economice din București (ASE).

## Cariera politică

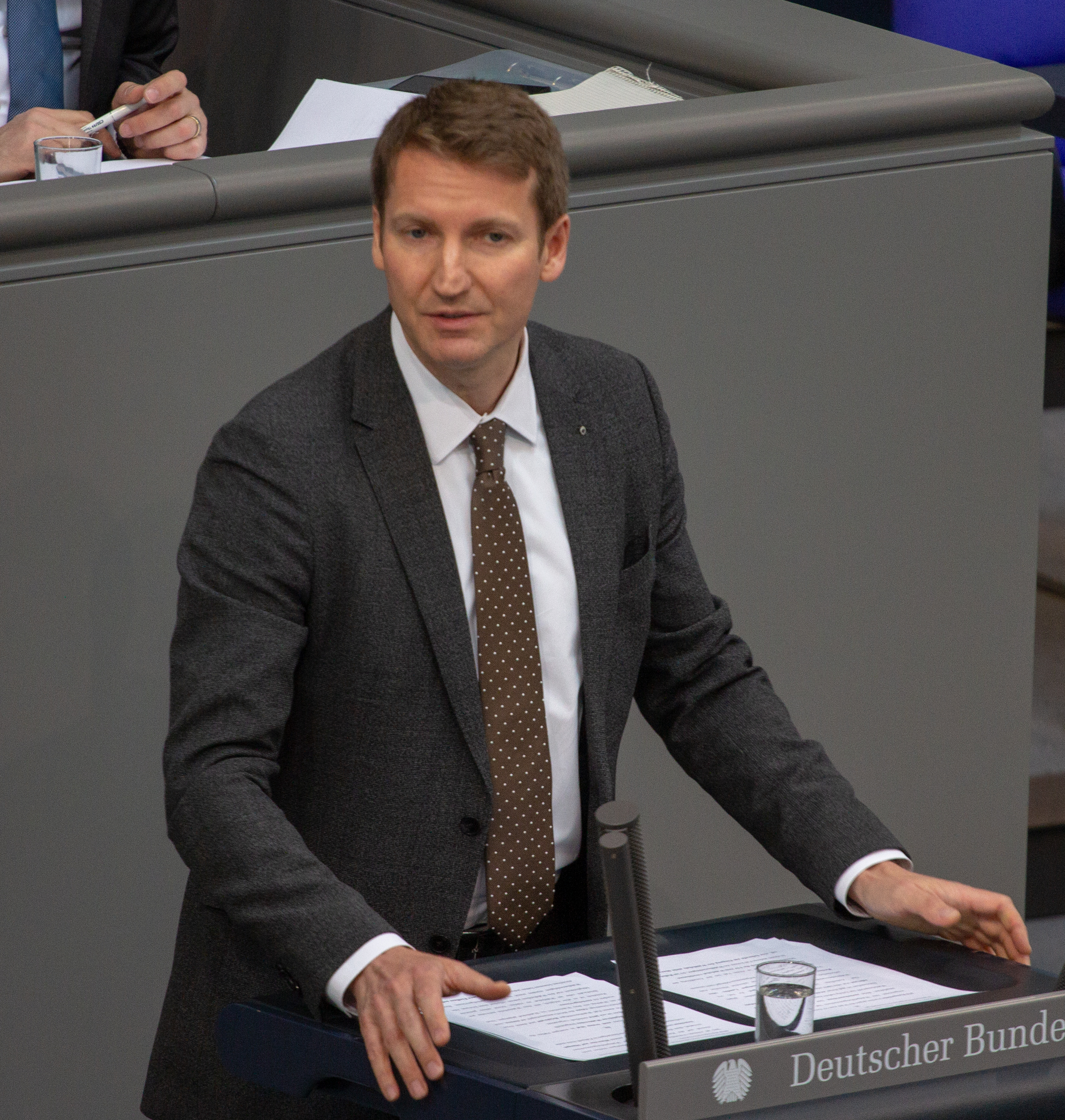
Patrick Sensburg, 2019 în Bundestagul german

Sensburg a fost membru al Uniunii creștin-democrate (CDU) din 1989. Între 2004 și 2009, a fost viceprimar al orașului Brilon și președinte de grup în consiliul local Brilon. În urma alegerilor electorale din 2009, Sensburg a devenit membru al Parlamentului german. A început ca membru al Comisiei de Afaceri juridice și membru supleant în Comisiei de Afaceri interne. Între 2009 și 2017 a fost președinte al Subcomitetului de Drept european. În timpul mandatului 2013 – 2017, la data de 10 aprilie 2014, a fost ales președinte al Comisiei de Anchetă Parlamentară NSA.
Din 2018 Sensburg este președintele Comisiei pentru Control al alegerilor, imunității și regulilor de procedură. Totodată, el este membru al Comisiei Parlamentare de Supraveghere, care asigură controlul parlamentar al serviciilor de informații germane (serviciul de interne - BND, serviciul de informații externe - BfV și serviciul de contraspionaj militar - MAD) și al Consiliului celor în vârstă.

## Poziții politice

### Politica internă
În 2017, Sensburg a votat împotriva introducerii în Germania a căsătoriei persoanelor de același sex. În 2018, preliminar alegerilor privind conducerea partidului creștin-democrat, el l-a susținut public pe Friedrich Merz pentru a-i urma Angelei Merkel la șefia partidului.

### Misiunea militară germană în Irak în 2014
În august 2014, Sensburg a sprijinit decizia de a trimite echipaj militar în Irak pentru a lupta împotriva organizației cunoscute sub numele IS. Mai mult decât atât, Sensburg a scos în evidență responsabilitatea Germaniei față de persoanele din taberele de refugiați: “Protecția populației față de atrocitățile miliției IS este responsabilitatea noastră umanitară și este în interesul nostru.

### Comisia de Anchetă parlamentară NSA
Ca președinte al Comisiei de Anchetă parlamentară NSA, Sensburg a prezentat la 28 iunie 2017 raportul final de peste 1800 pagini președintelui Bundestagului, Norbert Lammert, menționând: “În evaluare a fost vorba de mult consens, dar și de viziuni diferite. Raportul final a fost ulterior discutat în Bundestagul german. A devenit evident că atât coaliția, cât și opoziția au determinat rezultatele în mod diferit. Sensburg a menționat că Edward Snowden a încurajat dezbaterea publică în Germania privind modul de a trata protecția datelor personale. În ciuda criticilor, activitatea
Comisiei de Anchetă parlamentară a fost recunoscută de către toate grupurile parlamentare ca fiind, în principiu, de succes

## Alte activități
Membru al Comitetului consultativ al Academiei Federale pentru Politica de Securitate (BAKS).